# Casa Baraj din Sânmihaiu Român
Casa Baraj din Sânmihaiu Român este un monument istoric aflat pe teritoriul satului Sânmihaiu Român, comuna Sânmihaiu Român.